# Imperij
Imperij je skupno poimenovanje za vojaške pridobitve, politično nadoblast, gospodarsko izkoriščanje in kulturni vpliv neke države v razmerju do drugih držav in narodov.  Uporablja se tudi za oznako same države, ki ta sredstva uporablja za kolonialni razvoj, in včasih kot sopomenka za cesarstvo.

## Definicija
Definicije pomena besede imperij so različne glede na področje, za katerega se uporablja. Jezikoslovci poudarjajo, da beseda izvira iz latinskega imperium, ki je pomenila vojaško moč ali najvišjo oblast, vlado. Pri starih Rimljanih je sprva bil imperator vsak zmagovit vojskovodja, pozneje se je naslov ohranil le za najvišjega predstavnika države, ki je imel »vso oblast«, ne samo vojaško. Bodisi imperium kot imperator nista pomenila ozemeljske posesti.
V zgodovinskem pomenu je imperij nadvlada močne države nad šibkejšimi, bodisi z vojaškimim zasedbami kot tudi z gospodarskim in političnim vplivom. Danes se namesto besede imperij v tem smislu uporabljata izraza hegemonija in supremacija, kar velja tudi v ekonomiji in politiki.
Uveljavila se je raba izraza imperij tudi za skupek ozemelj in narodov, ki sestavljajo obširno državno enoto sploh, kar istoveti ozemlje države z njenim političnim ali gospodarskim vplivom . Po tej logiki so se udomačili pojmi Portugalski imperij, Britanski imperij, Španski imperij in podobni, ne pa tudi Rimsko cesarstvo. V teh primerih je v izrazu insinuirano negativno pojmovanje, da je taka politična ureditev nedemokratična in nasilna. To je pripisati v glavnem povezavi s teorijo imperializma prav zaradi avtokratske in pretežno nasilne narave večjih imperijev preteklosti. Ker na primer Evropska skupnost ni nastala z vojaškimi pridobitvami in vsiljeno kolonizacijo, ne bo nikoli obravnavana kot imperij, čeprav gre dejansko za zvezo držav, ki priznavajo skupno naddržavno zakonodajo, in ki v gospodarskem smislu v marsičem deluje kot nekdanji imperiji.
Izraz imperij se je nadalje udomačil še za oznako oblasti in vpliva na drugih področjih, predvsem v ekonomiji, še posebno ko gre za privatno, to je ne-državno, supremacijo. Tako je govora o Ferrarijevem imperiju, Bill Gatesovem imperiju, McDonaldsovem imperiju. Zanimiv je primer nizozemskih kolonij. Republika Nizozemska in nato Kraljevina Nizozemska sta ustvarili kolonije, od katerih tri še vedno obstajajo v Karibskem morju, vendar zaradi tega navadno še ne prištevamo Nizozemske med imperije. Se pa normalno obravnava kot imperij Nizozemska vzhodnoindijska družba (1602 – 1800), ki je bila sicer privatna struktura, vendar s samoupravno organizacijo in z lastno vojsko, čeprav je delovala izrecno »v imenu in za račun Republike Nizozemske«. Očitno je gospodarska hegemonija na določenem področju zadostni atribut za priznanje imperija.
Med najmodernejšimi definicijami imperija je vredno omeniti mnenje, da ne gre samo za oblast nad velikim teritorijem, niti za etnično in kulturno raznovrstnost prebivalstva, niti ne za upravo pomembnega centra s priključeno periferijo. Kar razlikuje državni imperij od ostalih geopolitičnih tvorb, naj bi bilo ustvarjanje ravnotežja med narodi in etnijami, ki ga sestavljajo. Vrhovna oblast imperija naj bi preprečevala rast lokalnih posebnosti in sporov, in sicer v prid skupnosti in mirnega sožitja . Nasprotniki te ideologije odgovarjajo, da se s tem samo opravičuje asimilacija manjšin v mejah držav z uveljavljenim mednarodnim vplivom.

## Imperij in cesarstvo
Za slovensko izrazoslovje je vprašljivo razlikovanje med imperijem in cesarstvom. Cesarstvo je oblika države, ki ji vlada cesar, in ozemlje, ki ga ta država obsega. Imperij je »velika, monarhično urejene država, navadno s kolonialno posestjo« in lahko ji vlada na primer kralj ali car. Tako bi lahko označili za cesarstvo samo tiste imperije, kjer vlada cesar, torej bi recimo Britanski imperij ne spadal med cesarstva. Po drugi strani bi ne mogli vključiti med imperije tistih cesarstev, ki niso imela kolonij, na primer Etiopsko cesarstvo.

## Imperij in imperializem
Včasih se predvsem v pogovornem jeziku zamenjuje pomen besed imperij in imperializem. Po definiciji je imperij izvajanje vsestranske oblasti vodilne države nad kolonijami, to je kombinacija dejanj, zakonov in prepovedi, ki omejujejo samoupravo. Imperializem je filozofska in ekonomska teorija o taki oblasti, se pravi skupek razlag in smernic za dosego imperija. Kljub temu razlikovanju je imperializem velikokrat pojmovan kot oblika vladanja in kot kolonialno izkoriščanje: kadar na primer govorimo o imperializmu ZDA, nimamo v mislih kake ameriške teorije, temveč konkretno politično in gospodarsko hegemonijo ZDA, to je njihov imperij.

## Značilnosti imperija
Glavna značilnost imperija je združevanje več držav, etnij in kultur v strukturo pod enotno upravo. Združevanje nastaja postopoma, normalno z vojaškimi zasedbami ali priključitvami oziroma kot posledica povojnih mirovnih dogovorov. Notranja administracija natančno določa pomembnost in vlogo raznih komponent, kjer ima odločilno besedo osrednja upravna enota, normalno originalna država, ki je bila podlaga sistemu imperija. To je središče političnega življenja in mednarodnih odnosov, v diktaturah celo edina zakonodajna oblast. Ostali deli imperija so province, kolonije, gubernije in podobno, ki jih upravljajo namestniki, predstavniki ali uslužbenci osrednje oblasti.
Vodilna ideologija imperijev sloni na hegemonizmu in prisotnosti na svetovnem pozorišču, na podlagi česar osrednja oblast izvaja nadzor politike, družbenih odnosov, verskih prepričanj in gospodarskega razvoja odvisnih skupnosti.

## Kolonialne države
V zgodovini Evrope skoraj ni države, ki bi v teku obstoja ne dodajala posestev prvotnemu ozemlju, kar se obravnava kot teritorialna širitev, po kateri so bile zasedene dežele asimilirane. Pozneje je postalo “normalno”, da si vsaka država pridobi nekaj pokrajin izven obmejnega področja, pogosto prekomorskih, in da jih kolonizira. Razvoj razmerja med matično državo in kolonijo, predvsem pa gospodarski razvoj sodelovanja, sta pozneje odločila pravni in mednarodni položaj skupnosti. Tako so nastale kolonialne države, od katerih so se nekatere razvile v imperije. 
Veliki imperiji preteklosti so se izoblikovali z vojaško zasedbo obširnih teritorijev, kar pa ni bilo vedno zadostni povod za nastanek solidne države. Tako je na primer Makedonski imperij kmalu razpadel v manjše vladavine. Bolje je bilo organizirano Rimsko cesarstvo, ki ni slonel samo na vojaškem osvajanju, temveč je uvedel urejeno zakonodajo in določeno strpnost med podrejenimi narodi. Odločilna sprememba v načinu vladanja je nastala z zaostritvijo ekonomskega dejavnika osvajanja, ki so jo prvi uvedli Benečani pri kolonizaciji vzhodnega dela Sredozemlja. Zlata bula iz leta 1082 (bizantinsko-beneški sporazum) je bila začetek kolonialnega odnosa med osrednjo državo in priključenimi posestvi. Od tega trenutka je govora o kolonialnih državah, saj se prebivalci priključenih ozemelj niso asimilirali, niso sprejeli kulture okupatorja, temveč so postali le njegov brezpravni ekonomski partner. Vojaško pridobivanje ozemlja ni bilo več namenjeno širjenju gole posesti ali naseljevanju kolonov, temveč je postalo osnova za gospodarsko izkoriščanje novih tržišč. Kolonizacija v ekonomske namene je spremenila podobo imperijev. Potreba po kapilarnem upravljanju gospodarstva pridobljenih ozemelj je postavila absolutistične vladarje pred alternativo sodelovanja z njimi. Kolonialne države, začenši prav z Beneško republiko, so postopoma omejile monarhovo oblast, ki je prešla na skupine izvedencev in nato na parlamente.
Glavna razlika med imperiji preteklosti in kolonialnimi državami moderne dobe je prav v demokratizaciji sistemov. Vrhovna oblast nekdanjih imperijev je bila v rokah vladarja in njegovih najožjih sodelavcev, province (oziroma drugače poimenovane priključene enote) so lahko samo sprejemale odločitve in zakone, tudi v slučaju, ko niso bili primerni za lokalne uprave. Danes se zakonodaja v večjih državnih sistemih skuša poenotiti na vseh zveznih ozemljih, vendar z izrazito pozornostjo na posebne potrebe periferičnih enot. Ostajajo seveda zakonodajna področja, kjer je osrednja oblast absolutno odločilna, recimo v zunanji politiki, vendar so province v veliki meri avtonomne, saj njihovo politično vodstvo ni imenovano od zgoraj (imenovala ga je centralna oblast), temveč izvoljeno od spodaj (izvolilo ga je ljudstvo). Prav zaradi te odločilne razlike upravljanja danes lahko govorimo o imperijih samo v zgodovinskem smislu. Pri današnjih združitvah je govora o povezavi suverenih držav, torej odpade glavna značilnost imperija, to je vsestranska nadoblast vodilne države, čeprav se tudi nekateri moderni sistemi lahko še prištevajo med kolonialne države. 

## Imperiji in imperatorji
Evropska in sploh zahodna kultura najpogosteje razume imperij kot geopolitični izraz za enoto, ki ji vlada imperator, slovensko cesar. Pri tem pa je premalo upoštevana obilica prevodov v razne jezike, ki jih ima ta naslov, zato včasih niso vključena med imperije velika posestva preteklih časov, ki jim ni vladal cesar temveč recimo kralj ali car ali kan ipd. Obstaja tudi primer (sicer izjemen), ko je imperij bil v rokah uprave, ki bi jo danes opredelili za republiko, in sicer Punski imperij.
V Evropi so se vrstili sledeči imperiji:
- Makedonski imperij, 334 pr. n. št. – 323 pr.n.št. (ki mu je vladal basileus), ki je razpadel in ozemlje je leta 146 pr. n. št. prešlo pod
- Rimsko cesarstvo, 27 pr. n. št. – 476 n.št. (originalno cezar ali avgust). Po razpadu Rimskega cesarstva sta nastala kratkotrajno Zahodno rimsko cesarstvo in
- Vzhodno rimsko ali Bizantinsko cesarstvo, 395 – 1453 (bazileus), pozneje

- Osmansko cesarstvo, 1299 - 1922 (sultan, veliki vezir) in
- Ruski imperij , 1547 - 1917 (car), medtem ko je osrednja Evropa prerasla v

- Sveto rimsko cesarstvo, 962 - 1806 (cesar, pozneje izvoljeni cesar), ki se je po Napoleonu razdelilo v več manjših enot, od katerih so najpomembnejše

- Prvo Francosko cesarstvo, 1804 - 1814 in Drugo francosko cesarstvo, 1852 - 1870 (imperator),
- Avstrijsko cesarstvo, 1804 - 1867 in Avstro-Ogrska, 1867 – 1918 (kajzer, cesar) in
- Nemško cesarstvo, 1871 - 1918 (kajzer, cesar); v južnih predelih Evrope sta nastala

- Portugalski imperij, 1415 – 1999 (kralj) in
- Španski imperij, 1492[opombe 3] – 1975[opombe 4] (kralj), na zahodu pa
- Britanski imperij, 16. stoletje – 1997 (kralj/kraljica) .

Pomembni imperiji izven Evrope so bili:
- Mezopotamija (kot skupno ime za več vladavin na tem področju[opombe 5]), 3. tisočletje pr. n. št. – 6. stoletje pr. n. št. (kralj)
- Egipt (kot skupno ime za več vladavin na tem področju[opombe 6]), 3. tisočletje–343 pr. n. št. (faraon)
- Perzija (kot skupno ime za več vladavin na tem področju[opombe 7]), 8. stoletje pr. n. št. – 651 (šahanšah, šah [kralj kraljev])
- Indija (kot skupno ime za več vladavin na tem področju[opombe 8]), 7. stoletje pr. n. št. – 550 n. št. (kralj, cesar)
- Japonsko cesarstvo, 660 pr. n. št. – 1947[opombe 9] (tenno [božanski vladar], cesar)
- Punski imperij, 6. stoletje pr. n. št. – 202 pr. n. št. [opombe 10] (sufeti [ oligarhija sodnikov in trgovcev])
- Kitajsko cesarstvo, 221 pr. n. št.[opombe 11] – 1911 (huangdi [cesar])
- Arabci (kot skupno ime za več vladavin[opombe 12]), 661–1258 (kalif, sultan, emir)
- Etiopski imperij, 1137–1975 (negus negesti [kralj kraljev])
- Mongolsko cesarstvo, 1206–1370 (veliki kan)
- Mogulski imperij, 1526–1857 (veliki Mogul)

Razen tega so si evropski vladarji včasih prevzeli visoki naslov tudi za kolonialne teritorije, na primer
- Britanska kraljica Viktorija in njeni nasledniki so bili do leta 1947 Indijski cesarji (Emperor/Empress of India) in
- Viktor Emanuel III. Savojski je bil med letoma 1936 in 1941 Etiopski cesar (imperatore d'Etiopia).

Med sodobnimi državami so bile zadnje predstavnice imperija:
- ZDA (18. stoletje – danes[opombe 13]),
- Sovjetska zveza (1922–1991),
- Britanski Commonwealth (1926–1948),
- Tretji rajh (1933–1945),
- Rusija (1991–danes)